# Elmar Paulke

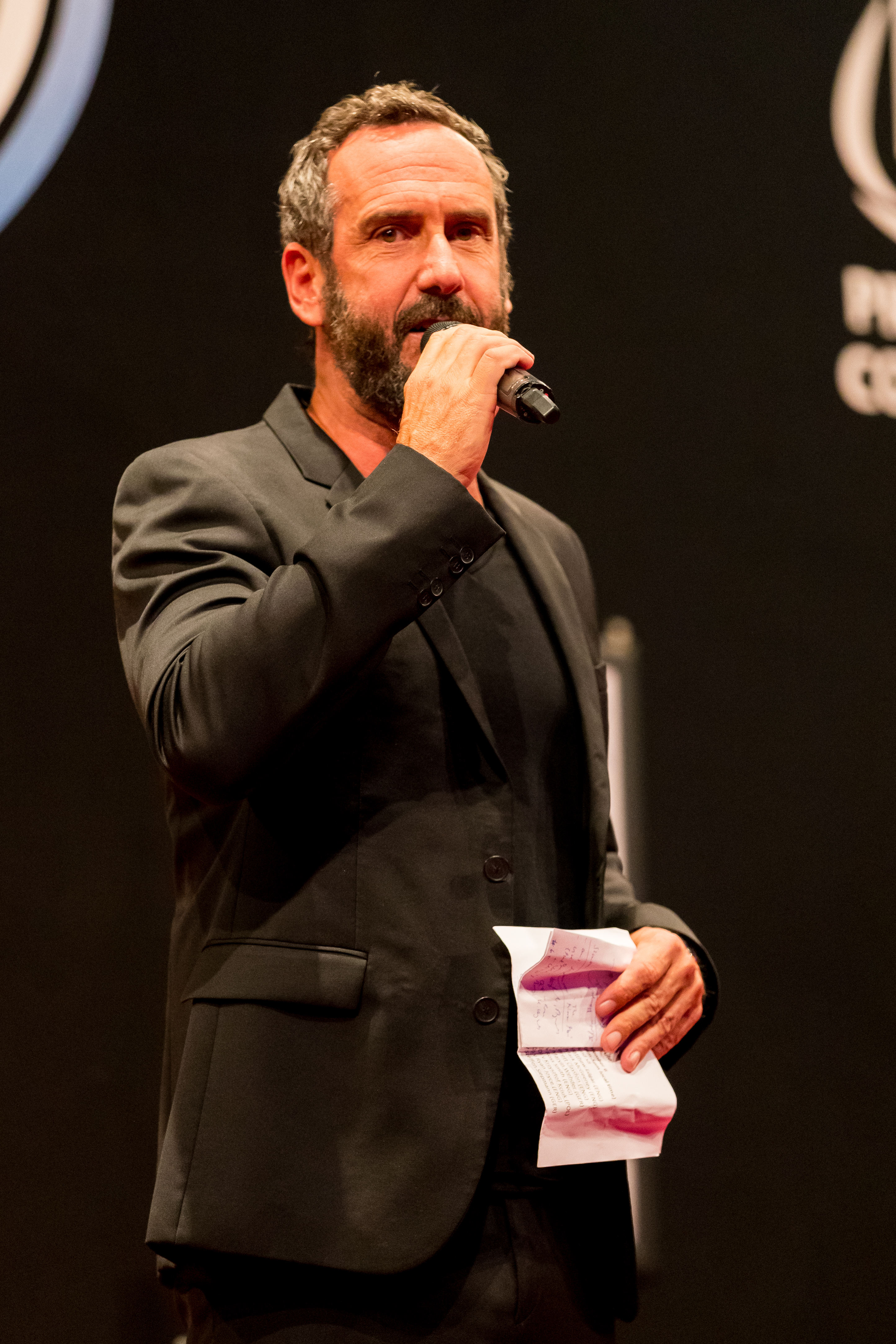
Elmar Paulke (2019)

Elmar Paulke (* 13. März 1970 in Bergisch Gladbach) ist ein deutscher Fernsehmoderator und Kommentator beim Online-Streaming Dienst DAZN. Vor seinem Wechsel zu DAZN kommentierte er seit der Weltmeisterschaft 2005 die Übertragungen der PDC-Darts-Turniere auf Sport1.

## Leben und Wirken
Schon seit seinem siebten Lebensjahr spielt Paulke Tennis und finanzierte sich mit Tennis-Unterricht auch den Großteil seines Studiums (Diplomsport mit Schwerpunkt Publizistik an der Sporthochschule Köln). Nach erfolgreichem Abschluss verbrachte Paulke 1995 rund neun Monate in den USA. Sein Einstieg beim Deutschen Sportfernsehen („DSF“), heute Sport1, erfolgte im Herbst 1996 mit einem Praktikum in der Sport-Report-Redaktion. Seit April 1998 war er fester Bestandteil des DSF-Kommentatoren-Teams, fungierte dabei als Tennis- und Darts-Experte. Er moderierte die Sendungen Darts Live, Tennis Live, Golf Live und Leichtathletik Live.
Für die DSF-Dokumentation „Boris Becker – I did it my way“ wurde Paulke im Mai 2000 mit dem Bayerischen Fernsehpreis ausgezeichnet. In der siebenteiligen Reihe dokumentierte er die Wimbledon-Ära des größten deutschen Tennisspielers aller Zeiten. Während der Produktion verbrachten Paulke und sein Team im Vorfeld der All England Championships 1999 mehrere Tage mit Boris Becker in Wimbledon und sprachen mit ihm über seine Erlebnisse und Empfindungen bei seinem Lieblingsturnier.
Paulke wurde vielen Zuschauern durch die Live-Moderation der Darts-Events auf Sport1 zusammen mit Tomas „Shorty“ Seyler bekannt. In diesem Zusammenhang veröffentlichte Paulke die Werke „Darts. Die Erde – eine Scheibe“, „Darts.2014“ und „Game on! – Die verrückte Welt des Darts“
Bis 2018 kommentierte er Darts-Turniere für Sport1. Seinen letzten Einsatz für Sport1, vor seinem Wechsel zu DAZN, hatte Paulke beim WM-Finale 2018 zwischen Phil Taylor und Rob Cross.
Vom 18. Februar 2017 bis zum Sommer 2018 war er Kommentator von Schlag den Star. Daneben kommentierte bzw. kommentiert er bei ProSieben unter anderem Die große ProSieben Völkerball Meisterschaft, Die Promi-Darts-WM, das German Darts Masters, Beginner gegen Gewinner, Teamwork – Spiel mit deinem Star und Global Gladiators. Zudem kommentierte er alle Ausgaben der Sendung Schlag den Henssler und die ProSieben-Show Renn zur Million ... wenn Du kannst!.
2019 kommentierte er Die Live-Show bei dir zuhause. Ebenso ist er Kommentator der 2020 bzw. seit 2021 bei RTL ausgestrahlten Shows Der König der Kindsköpfe, Pocher vs. Influencer und RTL-Sommerspiele 2021. 2023 vertrat er bei RTL Wolff-Christoph Fuss in einer Folge von Big Bounce – Die Trampolin Show.
Seit 2019 tritt Paulke in unregelmäßigen Abständen als Co-Moderator im ZDF-Fernsehgarten neben Andrea Kiewel auf.

## Veröffentlichungen
- Perfect Game – Eine neue Ära im Profi-Darts Edel Books, Hamburg 2020, ISBN 978-3-8419-0737-0.
- Game On! Die verrückte Welt des Darts - Edel Germany ISBN 978-3-84190480-5, 2. Auflage 2016.